# Merkers-Kieselbach
Merkers-Kieselbach est une commune du district Wartburgkreis de Thuringe, Allemagne.
Depuis décembre 2013, elle a fusionné avec Dorndorf (en) pour former Krayenberggemeinde.

## Mines de sel

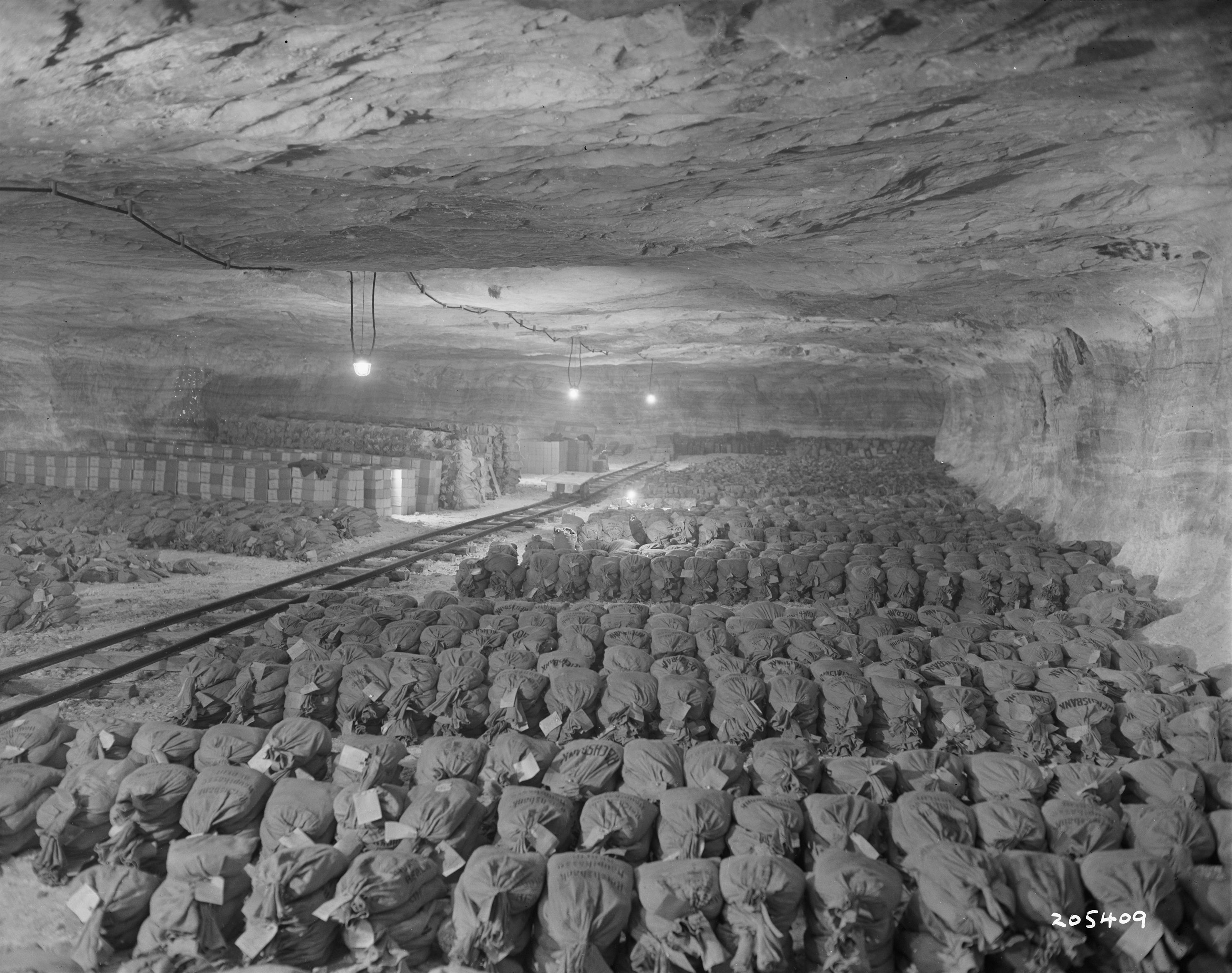
Stockage de l'or et des œuvres volées

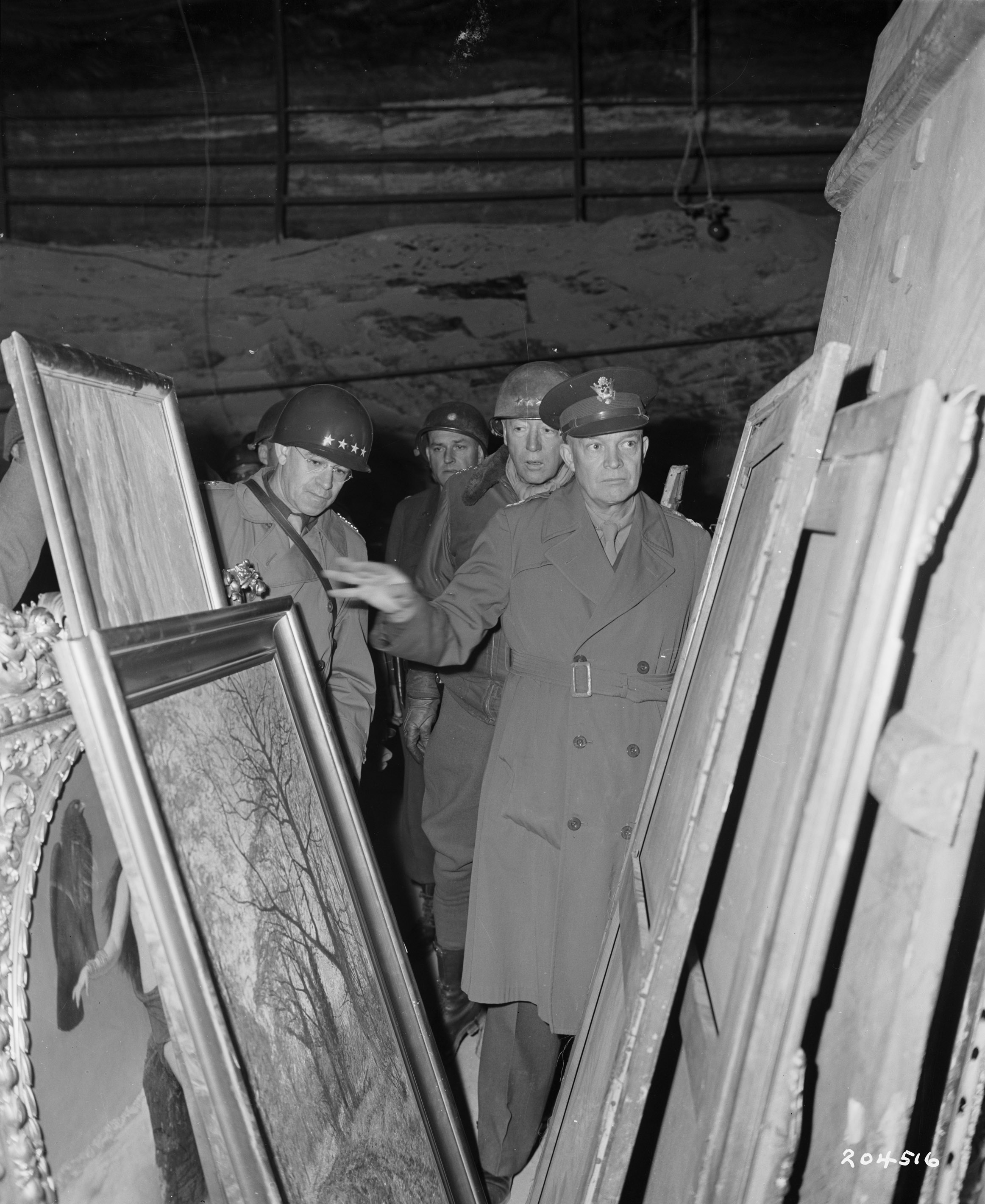
1945 : les généraux Dwight David Eisenhower, Omar Bradley et George Patton inspectent les œuvres d'art volées

La commune est célèbre pour ses mines de sel dans lesquelles ont été déposés l'or et les œuvres d'art volés par l'Allemagne nazie, découverts le 4 avril 1945 par la troisième armée américaine, commandée par le général George Patton. L'or de la Reichsbank y est retrouvé, ainsi que 400 tableaux des musées de Berlin et de nombreuses caisses contenant divers trésors, dont le buste de Néfertiti. Dans le même labyrinthe minier, les militaires mettent la main sur de l’argenterie et des dents en or provenant des victimes des camps de concentration nazis. Les généraux Eisenhower, Bradley et Patton descendent eux-mêmes inspecter les lieux.